# 邦德布魯克 (新澤西州)
邦德布魯克（英語：Bound Brook）是位於美國新澤西州薩默塞特縣的自治市鎮。

## 人口
根據2020年美國人口普查的數據，邦德布魯克的面積為4.39平方千米，當中陸地面積為4.30平方千米，而水域面積為0.09平方千米。當地共有人口11988人，而人口密度為每平方千米2,731人。